# Valentina Matvienko
Valentina Ivánovna Matvienko (del ruso: Валенти́на Ива́новна Матвие́нко), nombre de soltera Tyutina (Shepetivka, Óblast de Jmelnitski, Unión Soviética, 7 de abril de 1949), es una política y diplomática rusa. Fue embajadora de la Federación Rusa en Malta (1991-1995) y Grecia (1997-1998), vice primera ministra para el Bienestar en el período 1998-2003, y gobernadora y presidenta del Gobierno de San Petersburgo desde 2003. Desde el 21 de septiembre de 2011 preside el Consejo de la Federación. Pertenece al partido político Rusia Unida.

## Biografía

### Primeros años
Nació en Shepetivka, Óblast de Jmelnitski, en la RSS de Ucrania de la Unión Soviética en 1949. En 1972, se graduó en el Instituto de Química y Farmacéutica de Leningrado (hoy San Petersburgo), donde conoció a su esposo, Vladímir Vasílievich Matviyenko. Tuvieron un hijo, Serguéi, en 1973, que se ha desempeñado como vicepresidente de dos bancos. Matviyenko ocupó varias posiciones de liderazgo dentro de la organización juvenil Komsomol hasta 1984.

### Carrera

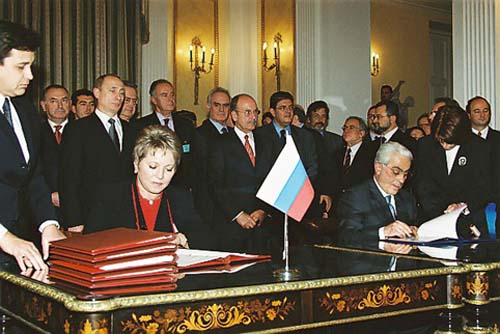
Matviyenko, como vice primera ministra, firmando acuerdos en Grecia, en diciembre de 2001.

En 1985 se graduó de la Academia del Partido Comunista de la Unión Soviética y se convirtió en funcionaria del partido en el gobierno municipal de Leningrado. En 1984-1986 era la primera secretaria del comité del Distrito de Krasnogvardeysky del partido. Posteriormente fue elegida diputada del pueblo al Soviet Supremo y encabezó el comité de asuntos de la mujer, la familia y los niños.
Entre 1991 y 1998 sirvió en el servicio diplomático de la Federación Rusa y ocupó varios cargos diplomáticos, entre ellos embajadora rusa en la República de Malta entre 1991 y 1995, y Grecia entre 1997 y 1998. El 24 de septiembre de 1998, fue nombrada vice primera ministra para el Bienestar y ocupó este cargo hasta 2003. El 11 de marzo de 2003 fue nombrada representante presidencial del Distrito federal del Noroeste por Vladímir Putin.

### Gobernadora de San Petersburgo
El 24 de junio de 2003, después de que el gobernador de San Petersburgo, Vladímir Yákovlev, dimitiera antes de lo previsto, Matviyenko anunció que estaba lista para presentarse a la gobernación de la ciudad. Su nominación fue apoyada por el partido político Rusia Unida y el presidente Vladímir Putin. Él apoyó públicamente su candidatura el 2 de septiembre en una reunión que fue transmitida por dos canales de televisión estatales. Anteriormente, a finales de junio, la nueva administración del canal local de televisión de San Petersburgo finalizó una serie de programas analíticos sobre la política local, que se pensaba que podían hacer injerencia el resultado de las elecciones.
En la primera vuelta de las elecciones celebradas el 21 de septiembre de 2003, Matviyenko llegó primera con el 48,61 % de los votos, seguido por Anna Márkova, exmiembro del personal de Yákovlev, con un 15,89 %. El 10,97 % del electorado votó contra los nueve nominados. La participación fue baja: un 29 %. El 5 de octubre de 2003 Matviyenko ganó la segunda ronda con el 63 % (frente al 24 % de Markova) y fue elegida gobernador de San Petersburgo, jefa de la administración de la ciudad. Se convirtió en la primera mujer jefa de gobierno en la historia de la ciudad.

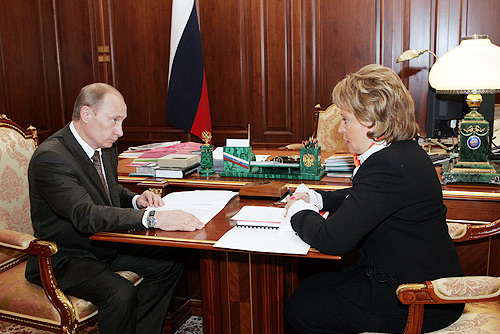
Vladímir Putin con Valentina Matviyenko en 2008.

Durante su gobierno, desarrolló un gran número de megaproyectos en materia de vivienda e infraestructura: como la construcción de la carretera de circunvalación de San Petersburgo, incluido el Puente Gran Obukhovsky (el único puente no levadizo sobre el río Nevá en la ciudad), la finalización de la Presa de San Petersburgo, con el objetivo de poner fin a las inundaciones de la ciudad, el lanzamiento de la línea 5 del metro de San Petersburgo y la puesta en marcha de la recuperación de tierras en la bahía del Nevá para la nueva costanera de la ciudad, incluyendo el puerto de pasajeros.
Varias de las principales empresas productoras de automóviles fueron atraídas hacia San Petersburgo o sus alrededores, incluyendo Toyota, General Motors, Nissan, Hyundai Motor, Suzuki, Magna International, Scania y MAN SE (todas con plantas en la zona industrial de Shushary), convirtiendo a la ciudad en un importante centro de la industria automotriz en Rusia, especializada en marcas extranjeras. Otro desarrollo de la gobernación fue el turismo. En 2010, el número de turistas en San Petersburgo se duplicó y alcanzó los 5,2 millones, lo que colocó a la ciudad entre los cinco centros turísticos más importantes de Europa.
El 6 de diciembre de 2006, presentó a su renuncia anticipada ante el presidente Putin y días después, el 20 de diciembre, el presidente la reasignó en el cargo.
El 20 de noviembre de 2009, se afilió a Rusia Unida.

#### Controversias

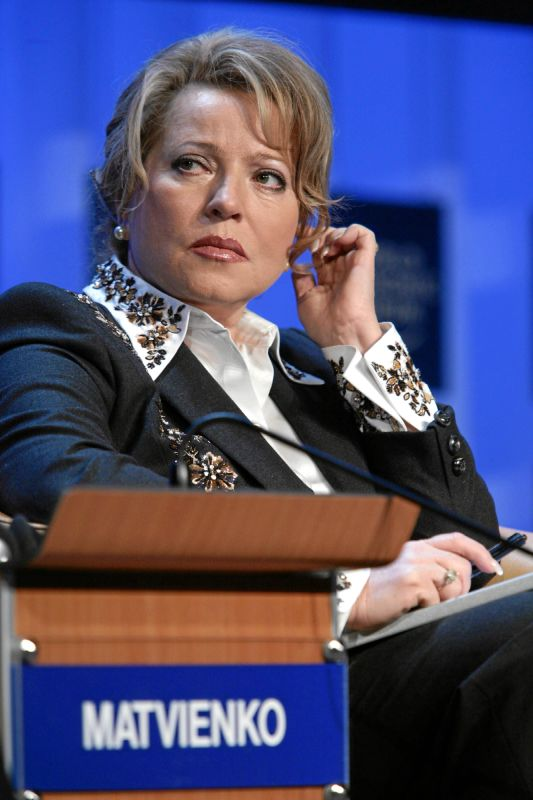
Matviyenko en 2007.

El 3 de marzo de 2007, decenas de participantes de la Marcha de los disidentes, organizados por los partidos de oposición extraparlamentaria, se manifestaron en avenida principal de la ciudad, la Avenida Nevski, pidiendo el despido de Matviyenko. Ella a su vez los acusó de causar disturbios antes de las elecciones a la Asamblea Legislativa de San Petersburgo prevista para el 11 de marzo; de criticar el desarrollo dinámico de la ciudad y alegó, supuestamente, que recibían apoyo financiero de fuentes «dudosas».
El manejo de la limpieza de nieve de la ciudad durante los inviernos excepcionalmente fríos y nevados de 2009-2010 y 2010-2011, en los últimos dos años de su gobernación, han generado críticas contra ella, especialmente por parte de los propietarios de automóviles y los conductores. Las autoridades no estaban preparadas para grandes cantidades de nieve en las calles de la ciudad, especialmente en el centro histórico, y había una falta de barredoras de nieve.
El empresario Vitali Arjanguelski acusó a Matviyenko de incursiones corporativas y corrupción. Según él, Matvieyenko es la verdadera dueña del Banco de San Petersburgo que organizó una incursión corporativa en la propiedad de su empresa, que incluía el puerto de Víborg y la terminal occidental del puerto de San Petersburgo, utilizando documentos falsificados con firmas falsificadas del empresario. Los abogados del Banco de San Petersburgo insistieron en excluir pruebas de la participación de Matviyenko de una causa penal en la corte de Londres.

### Presidenta del Consejo de la Federación

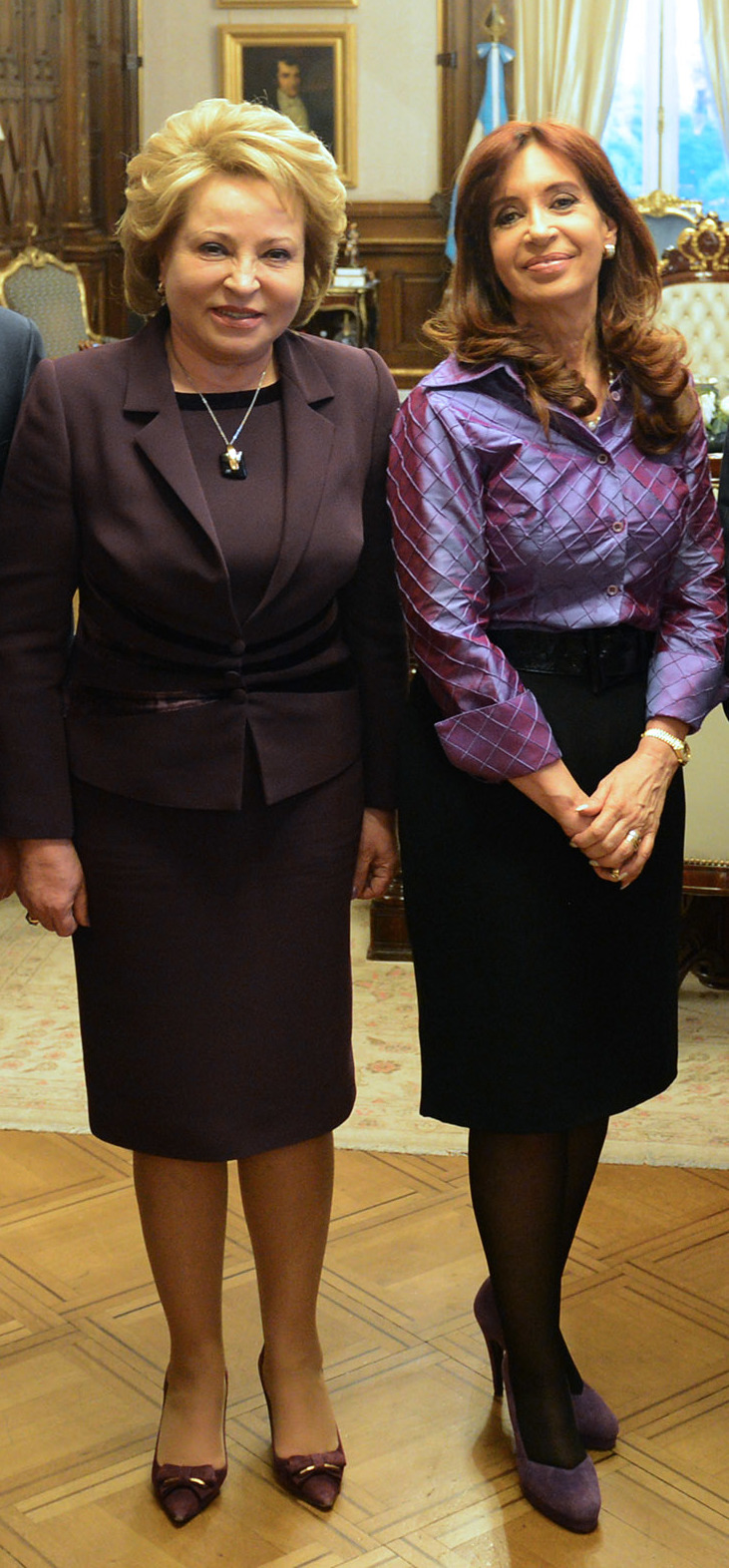
Matviyenko en Buenos Aires con la entonces presidenta de Argentina, Cristina Kirchner, en 2015.

El 22 de agosto de 2011, poco después de la finalización de la presa de San Petersburgo, junto con la carretera de circunvalación de San Petersburgo, Matviyenko dimitió de la oficina del gobernador de la ciudad. Gueorgui Poltávchenko fue nombrado gobernador interino en su lugar. Fue apoyada por el presidente Dmitri Medvédev como candidata a la presidencia del Consejo de la Federación, la Cámara Alta de la Federación Rusa. El anterior presidente del Consejo de la Federación Serguéi Mirónov, líder del partido Rusia Justa, fue retirado del cargo por la mayoría de Rusia Unida y reemplazado de forma interina por Aleksandr Torshin.
Como miembro del partido Rusia Unida, Matviyenko se presentó en una elección municipal en agosto con el fin de tener posibilidades para alcanzar un escaño en el Consejo de la Federación. Ganó las elecciones municipales con más del 95% de los votos, a pesar de tener un 18 % de aprobación en las encuestas del mes de julio.
El 21 de septiembre de 2011 fue elegida Presidenta del Consejo de la Federación de la Federación de Rusia por 140 votos a favor, con una abstención y ningún voto en contra.

#### Crisis y anexión de Crimea
El 1 de marzo de 2014, luego de intentos de asalto a los edificios del Consejo de Ministros y del Consejo Supremo de la República Autónoma de Crimea, el autoproclamado primer ministro de la República Autónoma de Crimea, Serguéi Aksiónov, solicitó la intervención de Rusia. El presidente Putin manifestó que «Rusia no ignorará la petición de Crimea», e instó al Consejo de la Federación a que autorice el envío y empleo de tropas rusas en Ucrania, basándose en el artículo 120 de la Constitución de la Federación Rusa, «por la situación extraordinaria en Ucrania y la amenaza que pesa sobre la vida de los ciudadanos rusos»; la Cámara alta rusa, en una reunión presidida por Matviyenko, aprobó por unanimidad el uso de las Fuerzas Armadas en Ucrania, a pesar de las advertencias que tanto la Unión Europea como Estados Unidos habían hecho al Kremlin para que no lo hiciera. El 7 de marzo de 2014 afirmó que «no habrá guerra entre Rusia y Ucrania».
Antes del referéndum sobre el estatus político de Crimea de 2014 había afirmado que «los ciudadanos de Crimea tendrán todos los derechos de los ciudadanos rusos, los mismos salarios, las mismas pensiones y los mismos servicios sociales. Así, Crimea será un sujeto con nuestros mismos derechos».
Debido a ello, Estados Unidos y Canadá la incluyeron en sus primeras listas de ciudadanos rusos sancionados. Las sanciones congelaron sus activos en los Estados Unidos y le prohibieron ingresar a dicho país.